# Thomas Morkerke
Thomas Morkerke (* um 1330; † 1401) war Bürgermeister der Hansestadt  Lübeck.

## Leben
Er stammt aus einer alten Kaufmannsfamilie aus Lübeck. Sein Großvater Thomas Morkerke (1270–1340) war der Stifter eines Altars und der Morkerkenkapelle in St. Petri. 
Thomas Morkerke selbst spendete der Kirche zusätzlich eine Vikarie. Nach vielen Jahren als Kaufmann trat er der Zirkelgesellschaft bei. Von 1365 bis 1395 war er als Ratsherr im Lübecker Stadtrat vertreten, wobei er im Jahre 1386 zum Bürgermeister dieser Stadt gewählt wurde. Zwischenzeitlich repräsentierte er im Zeitraum von 1380 bis 1398 bei verschiedenen Hansetagen die Stadt. Als Kriegshauptmann beteiligte Morkerke sich 1385 zusammen mit dem späteren Bürgermeister Hinrich Westhof († 1415) an einer Militäraktion in Mecklenburg, in deren Verlauf die Lübecker Truppen dort mehrere Burgen adliger Raubritter wie die des Heinrich von Bülow gen. Grotekop zerstörten.
Thomas Morkerke kaufte 1364 Gut Brandenbaum und Niendorf und später noch Gut Hemmelsdorf.  Er war zunächst mit Christine Pleskow (1325–1368) verheiratet, mit der er zwei Kinder hatte. Nach Christines Tod heiratete er im Jahre 1369 die Witwe des Bürgermeisters Eberhard von Alen (1280–1342), Adelheid, geborene Brüggemaker, und zuletzt im Jahr 1375 Adelheid Wesseler. Morkerke bewohnte in Lübeck das Haus Schildstraße 10.